# 삼성 에이스
삼성 에이스(Samsung Ace, Samsung i325)는 삼성전자가 2008년 4월 17일에 출시한 스마트폰이다.